# Acèfal (religió)
Els acèfals (grec antic: Ἀκέφαλοι) formaven part d'un corrent religiós cristià considerat herètic. Els seus membres eren una branca extremista dels monofisites, un altre grup que va dirigir Èutiques (d'on van ser anomenats eutiquians) i que va tenir molts adeptes a l'Orient.
L'emperador Zenó va intentar conciliar els monofisites o eutiquians amb els catòlics i va publicar l'Henoticó, que no va ser acceptat per tots, originant així una divisió entre els que van seguir a Pere Monge, patriarca d'Alexandria, i els seguidors de Sever, que va ocupar després el patriarcat d'Antioquia. Es van anomenar acèfals perquè no reconeixien cap dels cinc patriarques de l'Imperi. L'actitud equívoca que van adoptar sobre les resolucions del Concili de Calcedònia (451) els va semblar insuficient, i molts d'ells, sobretot els monjos, van abandonar Pere Monge, i van preferir quedar-se sense cap (acèfals), abans que mantenir-se en comunió amb ell. Més tard, es van unir als seguidors del patriarca Sever d'Antioquia, que no acceptava les conclusions del Concili de Calcedònia. Finalment, es van reconciliar amb el papa copte ortodox Marc II d'Alexandria (799 – 819).
Lliberat, un diaca de l'església de Cartago va deixar escrit que aquells que després del Concili d'Efes (431) no seguien ni al patriarca Ciril I d'Alexandria ni al patriarca Joan I d'Antioquia eren anomenats «acèfals».